# 217e division d'infanterie (Empire allemand)
Pour les articles homonymes, voir 217e division d'infanterie.
La 217e division d'infanterie est une unité de l'armée allemande qui a existé du 8 septembre 1916 au 4 janvier 1919. Elle participe à la Première Guerre mondiale, d'abord dans le Groupe d'armées von Mackensen sur le front roumain de septembre 1916 à mars 1918, puis comme force d'occupation en Ukraine et en Crimée de mars à mai 1918, et enfin dans les Balkans où elle vient en renfort du groupe d'armées germano-bulgare en septembre-octobre 1918. Elle contribue à étouffer la mutinerie des soldats bulgares lors de l'insurrection de Radomir (bg) (24 septembre 1918). Elle se replie ensuite vers la Hongrie et l'Allemagne avant d'être dissoute.

## Première Guerre mondiale

### Composition

#### 1916
- 18e brigade de Landwehr

9e régiment d'infanterie de réserve
45e régiment d'infanterie, puis 21e régiment d'infanterie de réserve à partir de novembre 1916
22e régiment de Landwehr
- 2e compagnie de réserve du 17e bataillon de pionniers

#### 1917
- 18e brigade de Landwehr

9e régiment d'infanterie de réserve
29e régiment d'infanterie bavaroise
22e régiment de Landwehr
- 47e détachement de cavalerie de réserve
- 65e régiment d'artillerie de campagne de réserve
- 217e bataillon de pionniers

#### 1918
- 18e brigade de Landwehr

9e régiment d'infanterie de réserve
21e régiment de d'infanterie réserve
22e régiment de Landwehr
- 47e détachement de cavalerie de réserve
- 217e commandement d'artillerie divisionnaire

65e régiment d'artillerie de campagne de réserve
- 2e compagnie de réserve du 17e bataillon de pionniers

### Historique
La division est formée par le 9e régiment d'infanterie de réserve issu de la 3e division de réserve ; du 45e régiment d'infanterie issu de la 101e division d'infanterie et du 22e régiment de landwehr issu de la 4e division de Landwehr (en).

#### 1916

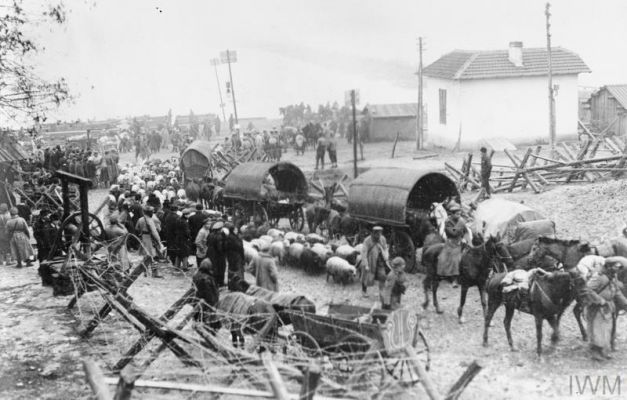
Troupes allemandes et bulgares près de Constanța, 1916

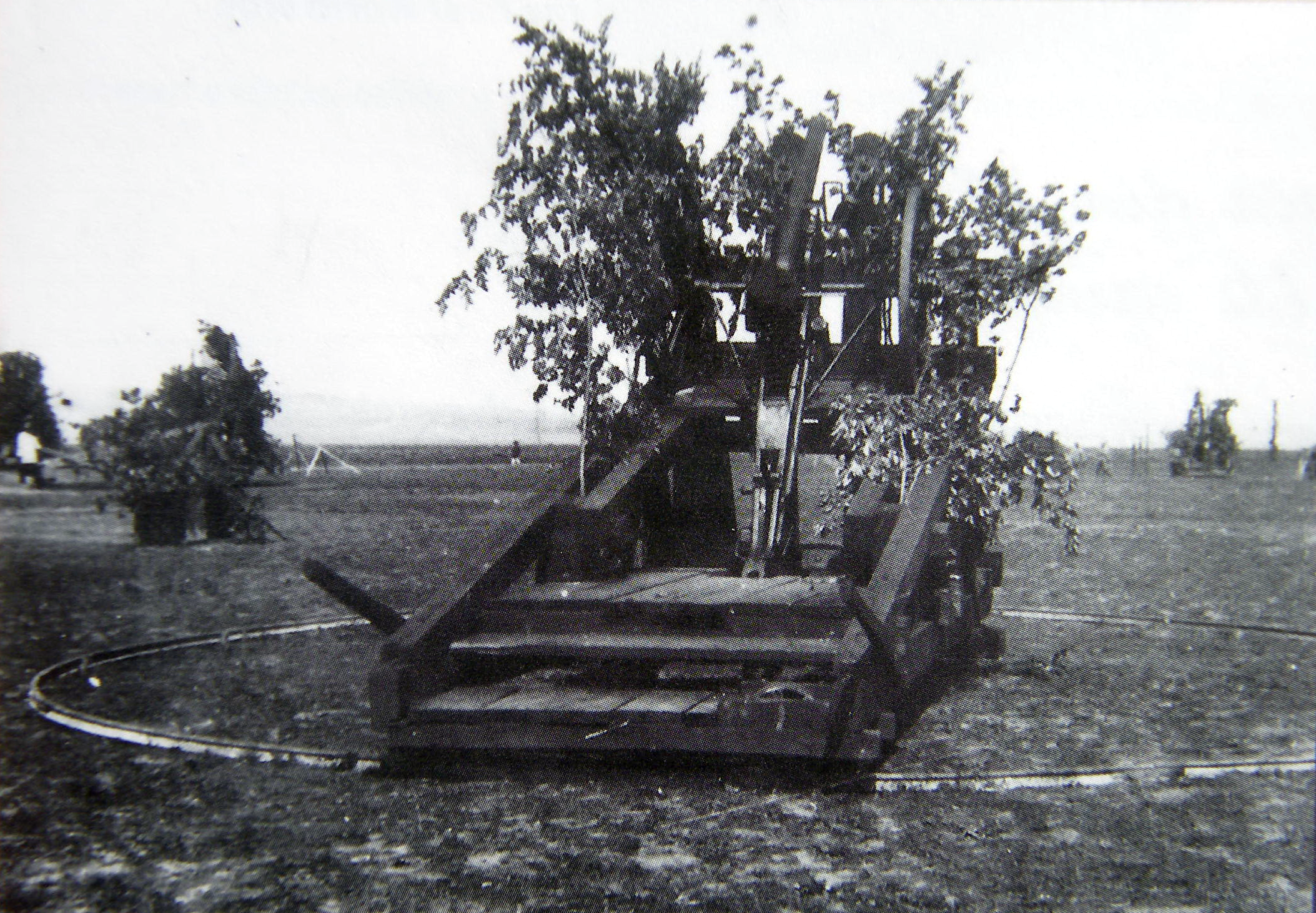
Canon antiaérien roumain de 57 mm à Negri (Bacău), 1916

- 8 - 20 septembre : réserve du groupe d'armées Woyrsch en Biélorussie.
- 21 septembre - 18 octobre : transfert sur le front roumain et combats en Dobroudja[1].
- 19 - 21 octobre : combats de Topraisar et Cobadin.
- 22 - 25 octobre : prise de Constanța et Cernavodă.
- 25 - 26 octobre : combats de poursuite dans le nord de la Dobroudja.
- 27 octobre - 15 novembre : réserve du groupe d'armées von Mackensen.
- 3 novembre - 14 décembre : combats de position dans le nord de la Dobroudja (partie de la division).
- 5 - 16 novembre : défense côtière près de Constanța (partie de la division).
- 23 novembre : passage du Danube.
- 1er - 15 décembre : bataille de l'Argeș[1].
- 6 décembre : prise de Bucarest.
- 9 - 20 décembre : combats de poursuite de l'armée roumaine sur la Ialomița, la Prahova et Buzău.
- À partir du 15 décembre : combats de position dans le nord de la Dobroudja (partie de la division).

#### 1917
- Jusqu'au 5 janvier : combats de poursuite dans le nord de la Dobroudja (partie de la division).
- 5 janvier : prise de Brăila.
- 6 janvier - 21 juillet : guerre de position sur la Putna (en) et le Siret.
- 22 - 25 juillet : combats défensifs sur le Siret (bataille de Mărăști)
- 26 juillet - 9 décembre : guerre de position sur le Siret et la Șușița (en)

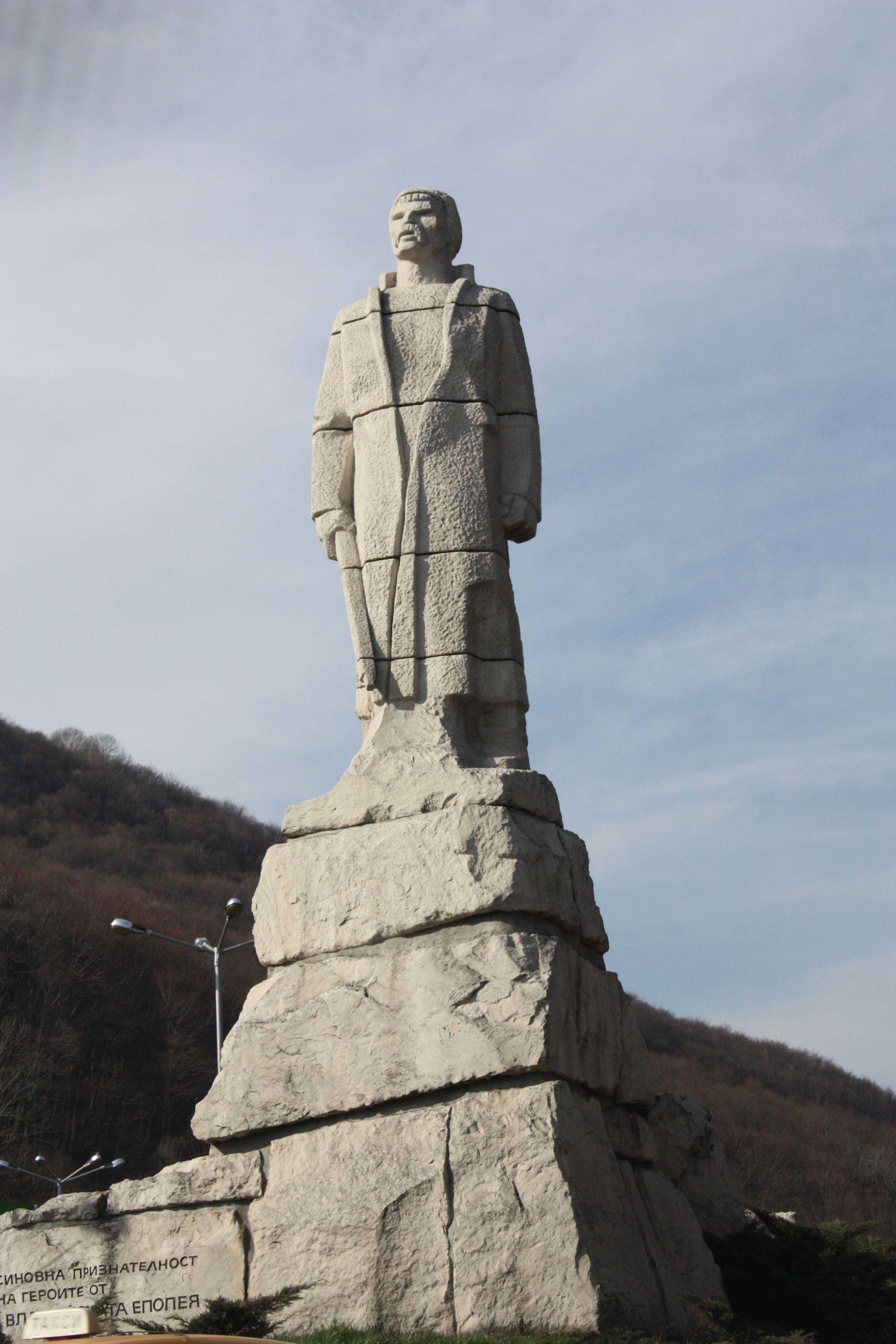
Monument de l'insurrection de Radomir, Bulgarie

- À partir du 10 décembre : armistice sur le front roumain.

#### 1918
- Jusqu'au 7 mars : armistice sur le front roumain.
- 8 mars - 18 avril : opération Faustschlag et conquête de l'Ukraine
- 19 avril - 30 septembre : conquête de la Crimée
- 30 avril - 1er mai : prise de Sébastopol
- juillet : au cours du mois de juillet des éléments de la division sont identifiés à Poti et Tbilissi[1].
- Transfert en Bulgarie et rattachement au groupe d'armées germano-bulgare
- 29 septembre - 7 octobre : combats contre les soldats bulgares mutinés (insurrection de Radomir (bg))
- 1er - 29 octobre : combats défensifs et repli à travers la Macédoine et la Serbie[1].
- 29 octobre - 2 novembre : traversée de la Save et du Danube.
- Jusqu'au 12 décembre : évacuation des forces allemandes des Balkans vers la Hongrie.

## Chefs de corps
| Grade           | Nom                        | Date                              |
| --------------- | -------------------------- | --------------------------------- |
| Generalleutnant | Paul von Liebeskind        | 7 septembre - 12 novembre 1916    |
| Generalmajor    | Kurt von Gallwitz-Dreyling | 13 novembre 1916 - 4 janvier 1919 |